# Martina Behr
Martina Behr (* 1977) ist eine deutsche Translationswissenschaftlerin.

## Leben
Sie studierte in Germersheim, Genf und Rom (Diplom-Dolmetscherin und zur Diplom-Übersetzerin). Nach der Promotion in Mainz 2012 war sie von 2004 bis 2012  freiberufliche Konferenzdolmetscherin und von 2012 bis 2018 wissenschaftliche Mitarbeiterin an der Universität Mainz. Von 2006 bis 2019 unterrichtete sie als Lehrkraft für besondere Aufgaben an der Universität des Saarlandes. Mit erfolgter Habilitation lehrt sie seit 2019 als Professorin Translationswissenschaft mit dem Schwerpunkt Dolmetschwissenschaft an der Universität Innsbruck.

## Forschungsschwerpunkte
Ihre Forschungsschwerpunkte sind Qualität und Evaluation von Dolmetschleistungen, kognitive Prozesse des Dolmetschens, Entwicklung der Dolmetschwissenschaft, systemdynamische Modellierung des Dolmetschens, Eignung für das Konferenzdolmetschen und theoriebasierte Didaktik.

## Schriften (Auswahl)
- mit Maike Corpataux: Die Nürnberger Prozesse. Zur Bedeutung der Dolmetscher für die Prozesse und der Prozesse für die Dolmetscher. München 2006, ISBN 3-89975-078-0.
- Evaluation und Stimmung. Ein neuer Blick auf Qualität im (Simultan-)Dolmetschen. Berlin 2013, ISBN 3-86596-485-0.
- mit Dörte Andres (Hg.): Die Wahrheit, die reine Wahrheit und nichts als die Wahrheit. Erinnerungen der russischen Dolmetscherin Tatjana Stupnikova an den Nürnberger Prozess. Berlin 2014, ISBN 3-7329-0005-3.
- mit Sabine Seubert (Hg.): Education is a Whole-Person Process. Von ganzheitlicher Lehre, Dolmetschforschung und anderen Dingen . Berlin 2017, ISBN 3-7329-0324-9.